# Agrial
Agrial es un grupo cooperativo agrícola y agroalimentario francés creado el 21 de junio de 2000 por la fusión de tres cooperativas: Agralco, Coop can y Orcal. Tiene 12,000 agricultores afiliados y cerca de 21,200 empleados. El grupo Agrial se sitúa actualmente entre los líderes de los grupos cooperativos agrícolas en Francia.
Granjeros del oeste de Francia se unen a esta cooperativa. Su actividad de transformación de alimentos se está expandiendo en Europa y Estados Unidos. ·.

## Historia

### Las orígenes
A finales del siglo XIX se crearon los sindicatos de agricultores. En 1910, una ley definió los estatutos de las cooperativas agrícolas, y es a partir de entonces que se forja la historia de Agrial. Las cooperativas de Ducey y la CASAM (Cooperativa de aprovisionamiento y servicios de agricultores de la Mancha) fueron las primeras cooperativas creadas a principios de los años 1910 por los agricultores lecheros de la Mancha. En Orne y Calvados, las primeras cooperativas de cereales (CPB, CPB Falaise, CARL Crulai, Tilly) aparecieron en la década de 1930. Del mismo modo, los horticultores crearon un poco más tarde, en 1942, la cooperativa de verduras de Créances. Posteriormente, estas cooperativas se multiplicaron en todos estos campos, como VDS (Manche), CLTP (Mayenne) y COVAL (Orne), para lácteos y verduras en los años 1950-1960, y Cop Can (1967) y CA3P (1970) para suministros.

### Los agrupamientos
El inicio de la década de 1990 se caracteriza por la unión de varias cooperativas de vegetales en Prim'co (1989), la creación de Orcal (1990) y la creación de Agralco (1992). Durante la última década antes de la creación de Agrial, se observa, por un lado, la aceleración de las reformas de la Política Agrícola Común (reforma de 1992 y luego el Agenda 2000) y, por otro lado, al mismo tiempo, se sigue registrando una disminución constante en el número de agricultores en Francia y en el Oeste. Estos cambios llevaron a las cooperativas agrícolas francesas a reestructurarse para garantizar su sostenibilidad y fortalecer sus capacidades para desarrollar nuevos proyectos, especialmente en el campo de la transformación de alimentos.
En junio de 2000, Orcal, COOP CAN y Agralco se fusionaron para dar lugar a Agrial.
Desde el año 2000, Agrial se ha diversificado en la industria agroalimentaria mientras sigue desarrollando sus actividades de producción agrícola. En el 2000, Agrial se fusionó con la cooperativa Mortain y adquirió Vegamayor, una empresa especializada en la producción y empaquetado de verduras frescas en España y Portugal.
En 2004, Agrial adquiere el grupo CCLF, líder francés en sidra. En 2005, Agrial adquiere la plataforma logística LHDLD en Montélimar. En 2006, Agrial adquiere Yzet y Cofival, mayoristas de aves de corral y caza, así como Muller, una empresa de envasado de vegetales frescos en Suiza. En 2007, la división de Bebidas se diversifica con la adquisición de Danao.
En 2008, Agrial adquiere Créaline en Francia y Tallo Verde en España para su división de Vegetales. En 2009, Agrial se fusiona con la cooperativa Union Set (Sarthe e Indre-et-Loire). Agrial crea la subsidiaria Elevance especializada en equipos para ordeño y equipos para la cría de ganado. En el mismo año, Agrial adquiere Salads To Go en el Reino Unido y Avigros, líder en aves de corral y caza.
En 2011, Agrial se fusiona con la cooperativa Elle & Vire. Agrial adquiere Vert Frais (brotes de ensalada).
En 2012, Agrial establece Senagral (productos lácteos ultra frescos) en asociación con Senoble, que cede totalmente su participación en 2014. Agrial adquiere Manzana en Estados Unidos (jugo, compotas y vinagres de manzana), así como Charcuterie Cosme y Maître Jacques. Agrial adquiere una participación en Nantial, una empresa de comercialización de vegetales frescos. También en 2012, Agrial planea fusionarse con la cooperativa Coralis (Ille-et-Vilaine) y acercarse a las actividades lácteas de Eurial.
En mayo de 2016, Agrial adquiere La Fromagerie Guilloteau, una empresa ubicada en el departamento de Loire que cuenta con 260 empleados y produce Pavé d'Affinois y Rigotte de Condrieu. Después de fusionar las actividades lácteas de Agrial y Eurial en una sola empresa bajo el nombre de Eurial, la cooperativa normanda acaba de ampliar su territorio con la fusión con 8 cooperativas francesas: Ucal en Vendée, Colarena Presqu’Ile en Loire-Atlantique, Poitouraine y Chaunay en Vienne, Laiterie Coopérative du Pays de Gâtine en Deux-Sèvres, Valsud en Drôme, Monts Laits en Ródano, las 7 cooperativas que originalmente formaban el Grupo Eurial. El territorio ahora se extiende por Normandía, Bretaña, Países del Loira, Centro-Valle del Loira, Aquitania-Limousin-Poitou-Charentes y Auvernia-Ródano-Alpes. Una octava cooperativa, la cooperativa cidrera Vergers du Pays d'Auge, también se unió al grupo con la validación de las asambleas generales de todas estas cooperativas.
El territorio de la cooperativa agrícola del grupo Agrial está ubicado en la parte occidental de Francia. Cubre toda la región de Baja Normandía, en Pays de la Loire (Mayenne y Sarthe, Loira Atlántico, Vendée), en Ille-et-Vilaine e Indre-et-Loire, y en la región de Ródano-Alpes. Además, el grupo Agrial gestiona sitios de procesamiento agroalimentario en este territorio, así como en otras regiones francesas y en más de 10 países: Reino Unido, Irlanda, Alemania, Bélgica, Luxemburgo, Suiza, España, Italia, Portugal, Túnez y desde 2012, en los Estados Unidos.
En 2018, el grupo vio un aumento en sus ventas de 5.800 millones de euros debido a nuevas adquisiciones. Sin embargo, su beneficio neto disminuyó un 8,5% hasta alcanzar casi 58 millones de euros.

## Actividad de grupo

### Agricultural activities

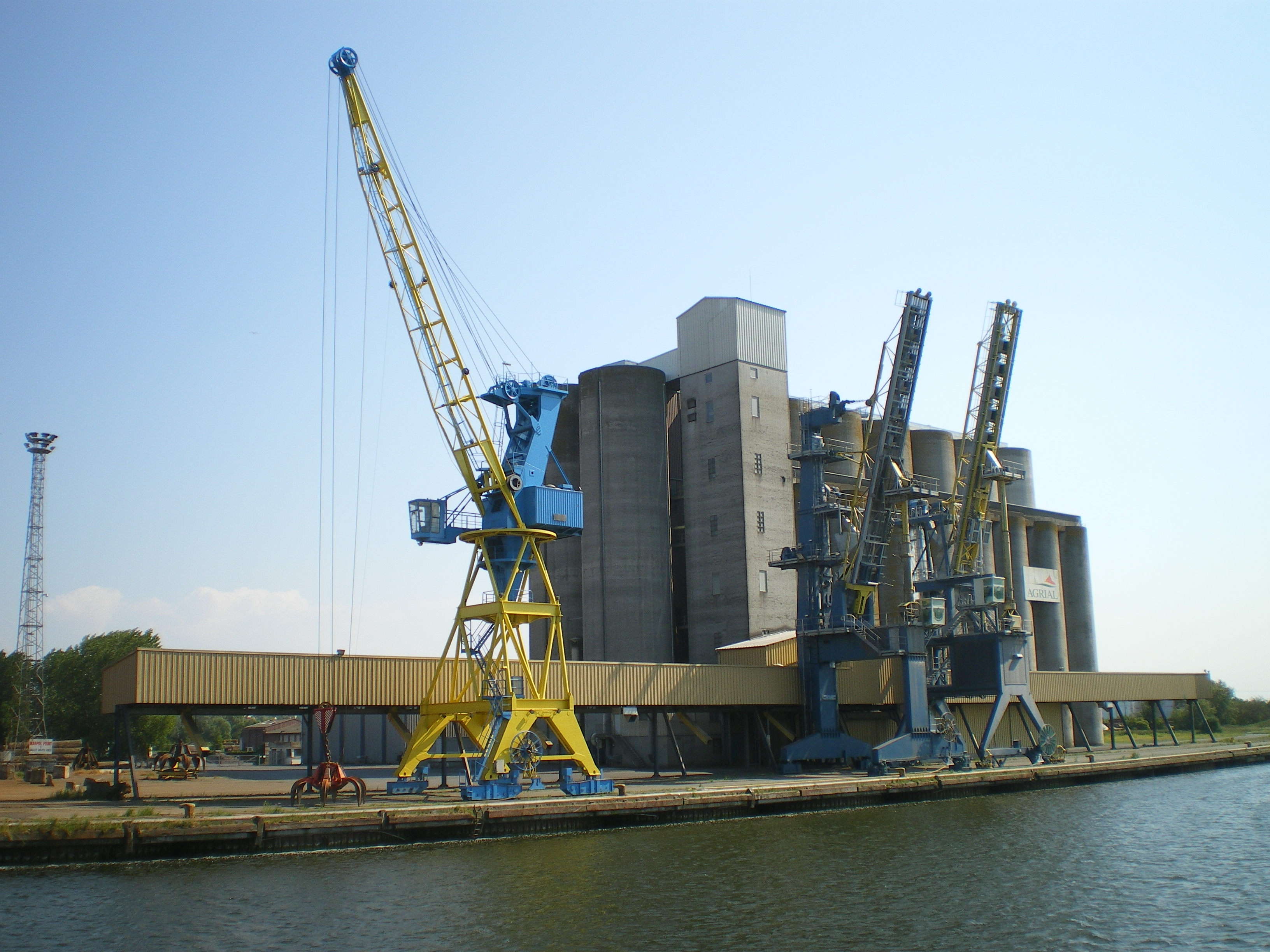
Les silos portuaire à céréales d'Agrial sur le quai de Blainville-sur-Orne (Port de Caen-Ouistreham)

En 2012, las actividades agrícolas del grupo Agrial se organizaron en cuatro ramas:

#### Amont
- "Agrofourniture: Esta actividad implica proporcionar a los miembros de la cooperativa fertilizantes, semillas, productos de protección de plantas y ofrecer asesoramiento técnico y económico y apoyo a los miembros.
- Nutrición Animal: Agrial fabrica y vende piensos compuestos para ganado, cerdos, aves de corral y también caballos.
- Cereales: La cooperativa gestiona un sistema significativo para la recolección, secado y almacenamiento distribuido en todo su territorio.
- Ganado, cerdos y huevos: Agrial es una de las principales organizaciones de productores (OP) de ganado en Francia. La cooperativa Agrial ocupa el sexto lugar en la producción porcina francesa gracias a su organización de productores de cerdos que consta de 450 criadores. Agrial es un actor importante en la producción de huevos en Francia, especialmente en huevos Label Rouge."

#### Semillas
Agrial produce semillas de cereales, maíz, plantas forrajeras y colza con el apoyo de una red de 750 agricultores multiplicadores.

#### Distribución rural

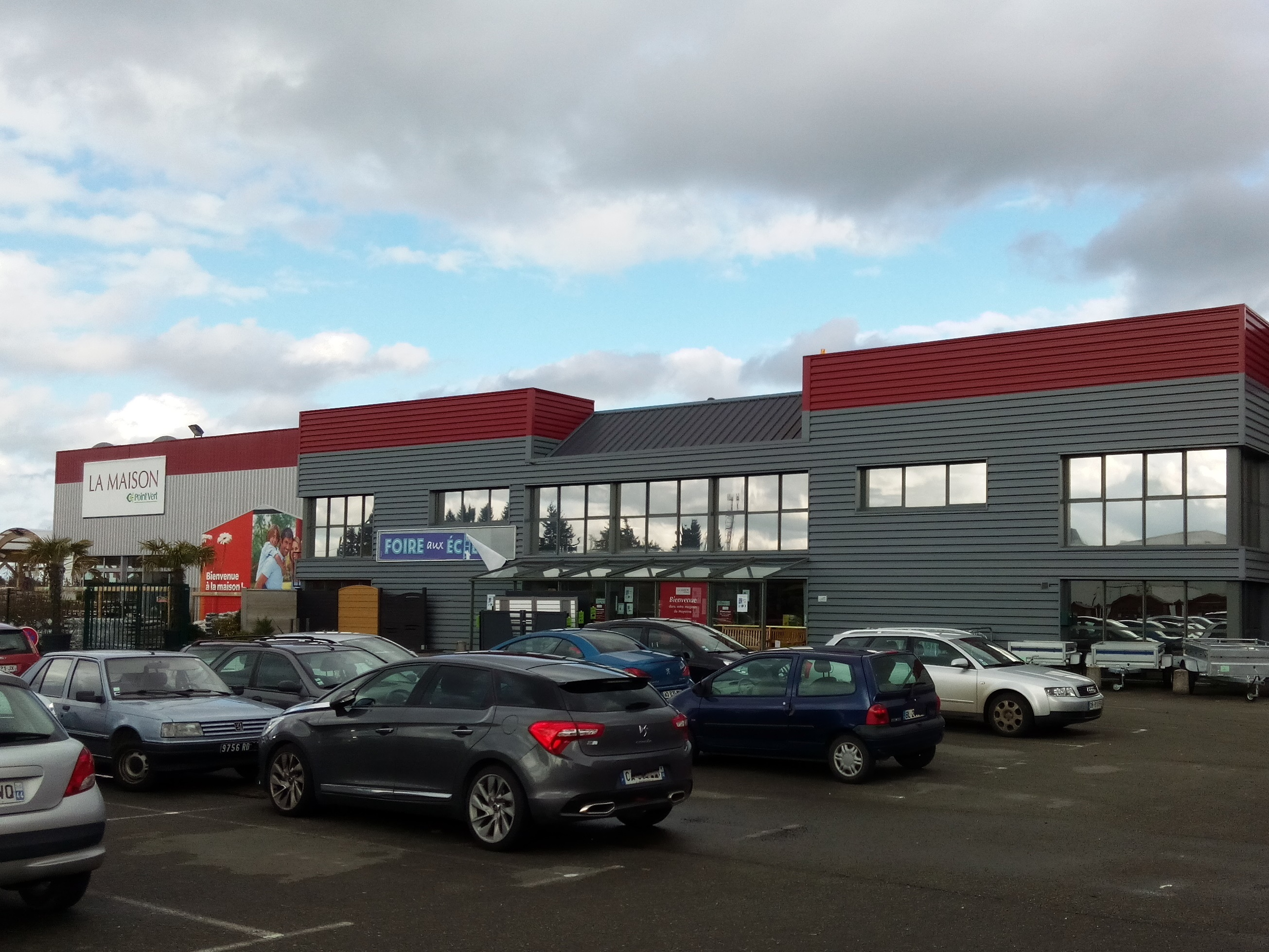
Magasin sous l'enseigne LA MAISON Point Vert (LISA)

Con sus 230 tiendas de proximidad distribuidas por el territorio de la cooperativa, Agrial ofrece una de las principales redes de distribución rural (LISA) en Francia. Esta actividad se divide en dos partes: la distribución agrícola para los miembros y la distribución especializada para el público en general (jardinería, mascotas, bricolaje, materiales). Sus marcas son Magasin Vert, Point Vert y La Maison Point Vert. A partir de marzo de 2019, toda esta red se reagrupa bajo una sola marca: LaMaison.fr. Esto va acompañado de una digitalización del sitio de venta como parte de una estrategia de marketing de presencia y comercio denominada 'físico-conectada', es decir, que combina lo físico (el edificio) con lo digital (la tienda en línea).

#### Mecanización
La división de Maquinaria de Agrial ofrece productos y servicios en el campo de la maquinaria agrícola y equipos de cría de animales. Agrial distribuye las marcas Claas (a través de la empresa SM3), Massey Ferguson (en la concesionaria SAMA) y JCB (en la concesionaria V3PRO) en parte de su territorio y proporciona servicios posventa relacionados. Además, con su filial Elevance, especializada en equipos de ordeño y equipamiento para la cría de animales, Agrial también ofrece una gama de máquinas de ordeño.